# Esiliiga 2016
L'Esiliiga 2016 è stata la 26ª edizione della seconda divisione del campionato di calcio estone Esiliiga e si è disputata tra il 25 febbraio e il 6 novembre 2016. Il Flora Tallinn II, da quest'anno Flora Tallinn Under 21, era la squadra detentrice del titolo.
Il Tulevik Viljandi ha ottenuto la matematica promozione in Meistriliiga con otto giornate di anticipo e torna in massima serie dopo un anno di assenza; quattro giornate più tardi lo stesso ha conseguito anche la vittoria del campionato, per la prima volta nella sua storia.

## Stagione

### Novità
Dalla Meistriliiga 2015 è retrocesso il Tulevik Viljandi, mentre dall'Esiliiga B provengono il Maardu e lo Järve Kohtla-Järve. Il Vaprus Vändra, penultimo nella scorsa stagione, è stato ripescato al posto dell'Irbis Kiviõli, che per motivi economici ha rinunciato all'Esiliiga iscrivendosi in II Liiga, due categorie più in basso. Inoltre le squadre riserve di Flora, Levadia e Kalju da quest'anno partecipano col titolo di squadre Under 21.

## Squadre partecipanti
| Club                | Città        | Stadio                     | Posizione 2015                                   |
| ------------------- | ------------ | -------------------------- | ------------------------------------------------ |
| Flora Tallinn U21   | Tallinn      | Sportland Arena            | 1º posto in Esiliiga                             |
| Infonet II          | Tallinn      | Infoneti Lasnamäe Staadion | 3º posto in Esiliiga                             |
| Järve Kohtla-Järve  | Kohtla-Järve | Stadio Spordikeskuse K-J   | 2º posto in Esiliiga B                           |
| Kalev Tallinn       | Tallinn      | Kalevi Keskstaadion        | 6º posto in Esiliiga                             |
| Kalju Nõmme U21     | Tallinn      | Stadio Hiiu                | 5º posto in Esiliiga                             |
| Levadia Tallinn U21 | Tallinn      | Stadio Maarjamäe           | 2º posto in Esiliiga                             |
| Maardu              | Maardu       | Stadio Maardu              | 1º posto in Esiliiga B                           |
| Santos Tartu        | Tartu        | Tamme Staadion             | 8º posto in Esiliiga                             |
| Tulevik Viljandi    | Viljandi     | Viljandi Linnastaadion     | 10º posto in Meistriliiga                        |
| Vaprus Vändra       | Vändra       | Stadio Vändra              | 9º posto in Esiliiga e successivamente ripescato |

## Classifica finale
|  | Pos. | Squadra               | Pt | G  | V  | N | P  | GF  | GS | DR  |
|  | ---- | --------------------- | -- | -- | -- | - | -- | --- | -- | --- |
|  | 1.   | Tulevik Viljandi      | 89 | 36 | 28 | 5 | 3  | 106 | 38 | +68 |
|  | 2.   | Flora Tallinn U21 *   | 68 | 36 | 20 | 8 | 8  | 78  | 47 | +31 |
|  | 3.   | Infonet II *          | 56 | 36 | 18 | 2 | 16 | 98  | 81 | +17 |
|  | 4.   | Maardu                | 54 | 36 | 16 | 6 | 14 | 83  | 75 | +8  |
|  | 5.   | Levadia Tallinn U21 * | 50 | 36 | 15 | 5 | 16 | 81  | 69 | +12 |
|  | 6.   | Santos Tartu          | 49 | 36 | 16 | 1 | 19 | 63  | 70 | -7  |
|  | 7.   | Kalev Tallinn         | 45 | 36 | 13 | 6 | 17 | 56  | 58 | -2  |
|  | 8.   | Kalju Nõmme U21 *     | 41 | 36 | 12 | 5 | 19 | 62  | 86 | -24 |
|  | 9.   | Vaprus Vändra         | 32 | 36 | 8  | 8 | 20 | 48  | 96 | -48 |
|  | 10.  | Järve Kohtla-Järve    | 30 | 36 | 8  | 6 | 22 | 42  | 97 | -55 |

Legenda:

      Promossa in Meistriliiga 2017

 Ammessa agli spareggi promozione o retrocessione

      Retrocessa in Esiliiga B 2017
(*) squadra ineleggibile per la promozione.
Note:

Tre punti a vittoria, uno a pareggio, zero a sconfitta.
La classifica viene stilata secondo i seguenti criteri:
- Punti conquistati
- play-off (solo per decidere la squadra campione)
- Meno partite perse a tavolino
- Partite vinte
- Punti conquistati negli scontri diretti
- Differenza reti negli scontri diretti
- Differenza reti generale
- Reti totali realizzate
- Fair-play ranking

## Spareggi

### Play-off
| 12 novembre 2016 | Maardu | 1 – 5 | Pärnu  | Maardu, Maardu Staadion    |
| 19 novembre 2016 | Pärnu  | 4 – 3 | Maardu | Pärnu, Pärnu Linnastaadion |

Il Maardu ha perso lo spareggio e rimane in Esiliiga.

### Play-out
| 12 novembre 2016 | Welco Tartu     | 2 – * | Kalju Nõmme U21 | Tartu, Tamme Staadion  |
| 19 novembre 2016 | Kalju Nõmme U21 | n.d.  | Welco Tartu     | Tallinn, Hiiu Staadion |

La partita d'andata disputata tra Welco Tartu e Kalju Nõmme Under-21 era terminata 2-3. Il risultato è stato in seguito annullato poiché la squadra riserve ha giocato con un calciatore non schierabile per tale incontro, ciò ha comportato anche l'annullamento della partita di ritorno e la vittoria a tavolino del Welco Tartu. Di conseguenza, il Kalju Nõmme Under-21 retrocede in Esiliiga B.

## Verdetti finali
- Tulevik Viljandi vincitore della Esiliiga 2016 e promosso in Meistriliiga 2017.
- Vaprus Vändra, Järve Kohtla-Järve e (dopo play-out) Kalju Nõmme Under-21 retrocessi in Esiliiga B 2017.